# Osiedle Kaniów
Osiedle Kaniów – osiedle w Polsce położone w województwie świętokrzyskim, w powiecie kieleckim, w gminie Zagnańsk.
Miejscowość utworzono 1 stycznia 2014.